# Trey Alexander
Trey Alexander (Midwest City, Oklahoma, 2 de mayo de 2003) es un baloncestista estadounidense que pertenece a la plantilla de los Denver Nuggets de la NBA, con un contrato dual que le permite jugar además en su filial de la G League, los Grand Rapids Gold. Con 1,93 metros de estatura, juega en la posición de escolta. Es primo del también jugador profesional Mike Conley Jr.

## Trayectoria deportiva

### Universidad
Jugó tres temporadas con los Bluejays de la Universidad Creighton, en las que promedió 12,9 puntos, 4,6 rebotes, 3,2 asistencias y 1,0 robos de balón por partido. En su tercera temporada fue incluido en el segundo mejor quinteto de la Big East Conference.

#### Estadísticas
| Año     | Equipo    | PJ  | PT | MPP  | %TC  | %3P  | %TL  | RPP | APP | ROB | TPP | PPP  |
| ------- | --------- | --- | -- | ---- | ---- | ---- | ---- | --- | --- | --- | --- | ---- |
| 2021–22 | Creighton | 35  | 13 | 26.6 | .422 | .281 | .818 | 3.7 | 2.5 | .7  | .3  | 7.4  |
| 2022–23 | Creighton | 37  | 37 | 32.1 | .447 | .410 | .824 | 4.2 | 2.6 | 1.1 | .5  | 13.6 |
| 2023–24 | Creighton | 35  | 35 | 37.3 | .446 | .339 | .824 | 5.7 | 4.7 | 1.1 | .4  | 17.6 |
| Total   | Total     | 107 | 85 | 32.0 | .442 | .358 | .822 | 4.6 | 3.2 | 1.0 | .4  | 12.9 |

### Profesional
Tras no ser elegido en el Draft de la NBA de 2024, el 10 de julio firmó un contrato dual con los Denver Nuggets, tras una buena actuación en la Liga de Verano de la NBA, en la que promedió 17,2 puntos, 5,8 rebotes y 2,8 asistencias en los cinco partidos que disputó. A lo largo de la temporada fue cedido en varias ocasiones a su filial, los Grand Rapids Gold, y acabó siendo elegido Rookie del Año de la NBA G League, tras promediar 25,8 puntos, 5,7 rebotes, 5,6 asistencias y 1,7 robos con un 46,1% de acierto en tiros de campo y un 39,5% en triples en 30 partidos disputados.

## Estadísticas de su carrera en la NBA

### Temporada regular
| Año     | Equipo | PJ | PT | MPP | %TC  | %3P  | %TL  | RPP | APP | ROB | TPP | PPP |
| ------- | ------ | -- | -- | --- | ---- | ---- | ---- | --- | --- | --- | --- | --- |
| 2024-25 | Denver | 24 | 0  | 4.9 | .317 | .176 | .750 | .5  | .5  | .1  | .0  | 1.3 |
| Total   | Total  | 24 | 0  | 4.9 | .317 | .176 | .750 | .5  | .5  | .1  | .0  | 1.3 |